# Agrilus convexicollis
Agrilus convexicollis – gatunek chrząszcza z rodziny bogatkowatych i podrodziny Agrilinae.

## Taksonomia
Gatunek ten opisany został po raz pierwszy w 1849 roku przez Ludwiga Redtenbachera. W jego obrębie wyróżnia się dwa podgatunki:
- Agrilus convexicollis convexicollis Redtenbacher, 1849
- Agrilus convexicollis mancini Obenberger, 1927

## Morfologia
Chrząszcz o mocno wydłużonym ciele długości od 3,5 do 5,5 mm, ubarwiony zielonobrązowo z udziałem barwy złotomiedzianej na przedpleczu. Głowa zaopatrzona jest w duże oczy niemal stykające się z przednią krawędzią przedplecza. Przedplecze ma podwójną krawędź boczną, poprzecznie wysklepioną część środkową i pozbawione jest płytkiej bruzdy podłużnej przez środek. Pokrywy są równomiernie porośnięte trudno dostrzegalnymi, czarnymi, niezmodyfikowanymi włoskami o mniej lub bardziej okrągłym przekroju. Przedpiersie ma rombowaty wyrostek międzybiodrowy. Z kolei wyrostek zapiersia odznacza się obecnością wklęśnięcia między biodrami środkowej pary odnóży. Rowek wzdłuż krawędzi ostatniego widocznego sternitu odwłoka jest przy wierzchołku odgięty do wewnątrz. Ponadto powierzchnia tego sternitu ma przed tym rowkiem dodatkowe bruzdy poprzeczne. 

## Ekologia i występowanie
Larwy przechodzą rozwój w martwych lub obumierających gałęziach drzew i krzewów liściastych. Wśród ich roślin żywicielskich wymienia się lilak pospolity, ligustr pospolity i jesion wyniosły. Osobniki dorosłe obserwuje się od czerwca do lipca lub sierpnia.
Gatunek palearktyczny. Podgatunek nominatywny znany jest z Francji, Belgii, Niemiec, Szwajcarii, Austrii, Włoch, południowej Szwecji, Polski, Czech, Słowacji, Węgier, Białorusi, Ukrainy, Rumunii, Bułgarii, Słowenii, Chorwacji, Bośni i Hercegowiny, Serbii, Czarnogóry, Albanii, Macedonii Północnej, Grecji oraz europejskiej części Rosji. Na „Czerwonej liście gatunków zagrożonych Republiki Czeskiej” umieszczony jest jako gatunek narażony na wymarcie (VU). Podgatunek A. c. mancini występuje w kontynentalnych Włoszech i na Sycylii.